# Phyllocnistis bourquini
Phyllocnistis bourquini är en fjärilsart som beskrevs av José A. Pastrana 1960. Phyllocnistis bourquini ingår i släktet Phyllocnistis och familjen styltmalar. Inga underarter finns listade i Catalogue of Life.